# となりのツンデレ王子
『となりのツンデレ王子』（となりのツンデレおうじ、原題：我只喜欢你、仏題：Le Coup de Foudre）は、2019年に公開された中華人民共和国のテレビドラマ。喬一による小説『我不喜欢这世界，我只喜歡你』を原作とし、ウー・チェン、チャン・ユージェン、チャオ・ジーウェイ、マー・リーが主演する。

## あらすじ
学業の成績が悪く天然なところがあるチャオ・チャオイー（ウー・チェン）とクラス一成績優秀だが無口でクールなイェン・モー（チャン・ユージェン）の対照的な二人は、高校でクラスの席が隣同士になったことをきっかけに互いに好意を寄せていく。一緒にイギリスに留学することを約束するが、チャオイーは家庭の事情で断り離れ離れになる。チャオイーとモーは互いを忘れることができないまま6年後に再開し、その後2人は結ばれる。

## キャスト
チャオ・チャオイー：ウー・チェン
勉強が苦手。幼いころに実父からDVを受け背中の感覚を失っている。
イェン・モー：チャン・ユージェン
クラス一の成績優秀者。無口で恋愛に不慣れ。
チャオ・グァンチャオ：チャオ・ジーウェイ
チャオイーの双子の兄。遊び人だが、その裏で高校時代はアルバイトをし家族のために貯金をしていた。
ハオ・ウーイー：マー・リー
チャオイーの唯一の親友でグァンチャオのことが好き。
フェイ・ダーチュアン：アン・ゴー
モーの同級の叔父。
チョン・ヨウメイ：チャン・ユエイン
親が決めたモーの婚約者。